# Ernst Bizer
Ernst Bizer (auch: Ernestus Bizer, * 29. April 1904 in Tailfingen; † 1. Februar 1975 in Remscheid) war ein deutscher evangelischer Theologe.

## Leben
Ernst Bizer stammte aus kleinbürgerlichen Verhältnissen und besuchte zunächst die Volksschule in Tailfingen, anschließend die Realschule in Ebingen. Er legte in Reutlingen das Abitur ab, weil dies in Ebingen damals nicht möglich war. 1923 begann er ein Theologiestudium in Tübingen, wo er 1930 das Examen ablegte. Seit 1923 gehörte er der Verbindung Normannia Tübingen (1933–1934 Burschenschaft Normannia Tübingen in der DB) an.
Danach war Bizer Stadtvikar in Göppingen und Katechet in Heilbronn. Von 1934 bis 1948 war er zweiter Stadtpfarrer in Tailfingen. Er stand dem Nationalsozialismus ablehnend gegenüber. Bereits 1932 war er in Göppingen durch kritische Bemerkungen aufgefallen. Er wurde zur Wehrmacht eingezogen, nahm am Zweiten Weltkrieg teil und kam in Gefangenschaft.
Schon in seiner Tailfinger Zeit ab 1934 hatte er sich mit den Bekenntnisschriften der Reformation auseinandergesetzt. Die Universität Bonn verlieh ihm die Doktorwürde und berief ihn auf den dortigen Lehrstuhl für Evangelische Kirchengeschichte. Seit 1948 war er dort Universitätsprofessor und Ordinarius für Kirchengeschichte, als Nachfolger von Wilhelm Goeters. Seine Werke und Studien, z. B. über Martin Luther und dessen theologische Auffassungen wirbelten viel Staub auf. Er vertrat die Meinung, dass Luther seine theologischen Ansichten erst nach dem Thesenanschlag entwickelt hätte. Bizers Schüler Oswald Bayer entfaltete diese These in seinem Werk Promissio. Geschichte der reformatorischen Wende in Luthers Theologie, das heute positionenübergreifend als Meilenstein der Lutherforschung des 20. Jahrhunderts gilt. Demnach vertrat Luther bis zum Frühsommer 1518 eine monastische Demutstheologie und fand erst dann, erstmals dokumentiert in der Thesenreihe „Pro veritate inquirenda et timoratis conscientiis consolandis“, aufgrund des Verständnisses des Evangeliums als Promissio („Zusage“) zu einer rein reformatorischen Ausprägung seiner Theologie.
Zusammen mit J. F. Gerhard Goeters gab er die Quellenreihe Texte zur Geschichte der evangelischen Theologie heraus.

## Werke
- Heinrich Heppe, reformierte Dogmatik. 1935, 2. Auflage 1958 (auch englisch)
- Studien zur Geschichte des Abendmahlsstreites im 16. Jahrhundert, 1940, 2. Auflage 1964
- Confessio Virtembergica. Das württembergische Bekenntnis von 1551. 1952
- Predigten des Johannes Brenz. 1955
- Fides ex auditu, eine Untersuchung über die Entdeckung der Gerechtigkeit Gottes durch Martin Luther. 1958, 3. Aufl. 1966
- Frühorthodoxie und Rationalismus. 1963
- Reformationsgeschichte: Deutschland 1530–1555. (Cambridge modern history)
  - In Deutsch: Die Kirche in ihrer Geschichte, 3
- Paul Schempp: Gottes Wort am Sarge. 25 Grabreden (1951); 1960 neu hg. von Ernst Bizer und um 5 Grabreden von 1939 bis 1947 ergänzt
- Ein Kampf um die Kirche. Der „Fall Schempp“ nach den Akten erzählt. 1965
- Theologie der Verheißung. Studien zur Theologie des jungen Melanchthon 1519–1524. 1964
- Zur Geschichte der Evangelisch-Theologischen Fakultät von 1919 bis 1945. In: 150 Jahre Rheinische Friedrich-Wilhelms-Universität zu Bonn 1818–1968. Bonner Gelehrte. Beiträge zur Geschichte der Wissenschaften. Bouvier Röhrscheid, Bonn 1968, Kap. Evangelische Theologie. S. 237–275
- Kirchengeschichte Deutschlands, 1: Von den Anfängen bis zum Vorabend der Reformation. Ullstein 1970